# Bitwa pod Krasnobrodem (1939)

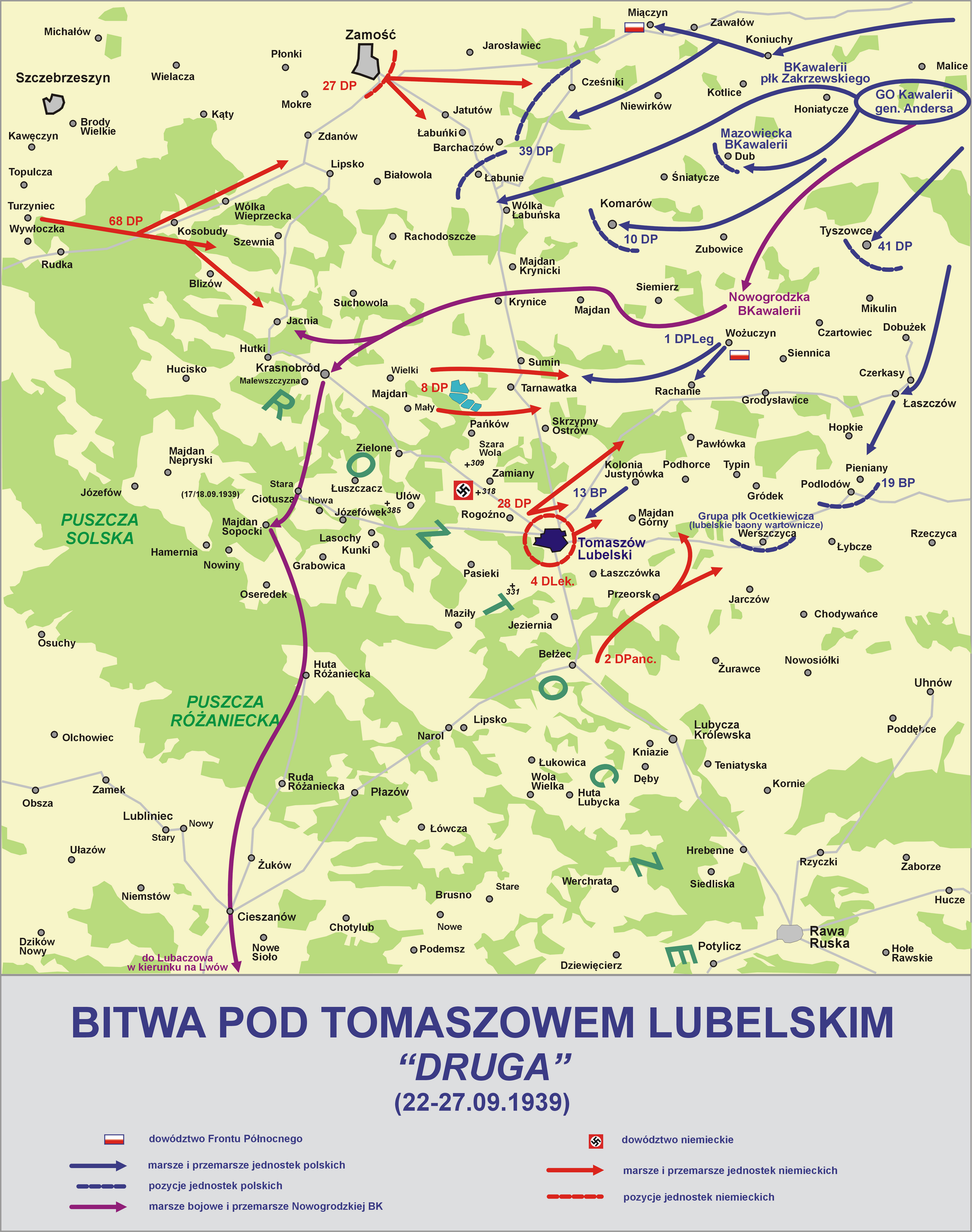

Bitwa pod Krasnobrodem – bitwa stoczona w pobliżu Krasnobrodu 23 września 1939. Była to jedna z ostatnich bitew kawalerii w kampanii wrześniowej, część bitwy pod Tomaszowem Lubelskim.

## Przebieg bitwy
Zadaniem Nowogródzkiej Brygady Kawalerii było: uderzyć na Krasnobród działając po osi Krynice – Suchowola, a następnie po zajęciu miasteczka maszerować w kierunku Majdanu Sopockiego. W straży przedniej szedł 27 pułk ułanów, natomiast 25 pułk ułanów wielkopolskich stanowił czoło kolumny brygady.

## Zajęcie miasteczka
2 szwadron rtm. Rojcewicza z 25 puł pokonał napotkane we mgle niemieckie ubezpieczenia. Polakom udało ukryć się przed zmasowanym ogniem karabinów maszynowych i dotarli do pierwszych zagród. Zaskoczeni nagłym atakiem żołnierze 8 Dywizji Piechoty generała dywizji Kocha opuścili Krasnobród. Za Krasnobrodem w kierunku południowym 27 puł maszerował na Majdan Sopocki.

## Potyczka z kawalerią niemiecką
Oddział por. Tadeusza Gerleckiego dotarł do wzgórza niedaleko Kaplicy na Wodzie. Nagle zza wzniesienia wyłonił się oddział kawalerii wschodniopruskiej. 1 szwadron 25 pułku ułanów z porucznikiem Gerleckim na czele zaszarżował na kawalerzystów. Ci odpowiedzieli kontrszarżą. Niemcy chcieli zepchnąć przeciwników ze wzgórza. Rozpoczęła się walka na białą broń. Niemiecki oficer już na początku starcia pokonał jednego ułana i bez problemów radził sobie z grupą polskich jeźdźców. Wreszcie do Niemca dopadł sam porucznik Gerlecki. Nie wiadomo jak zakończyłaby się ich potyczka, gdyby plutonowy podchorąży Karol Mikołajewski (odznaczony srebrnym krzyżem Virtuti Militari) ciosem w plecy nie powalił nieprzyjacielskiego oficera na ziemię. Po stracie dowódcy kawaleria przeciwnika rozpoczęła odwrót w górę, w stronę klasztoru. Niemcy uciekli do lasu położonego za wzniesieniem.

## Zagłada 1 szwadronu
Czoło szwadronu gnało w dół za swoim dowódcą i dostało się pod silny ogień boczny ze wsi Podklasztor. W wyniku gwałtownego ostrzału z karabinów maszynowych padło mnóstwo ułanów i koni, między innymi porucznik Gerlecki oraz ppor. Śrutka dowódca plutonu kolarzy idącego na odsiecz ułanom. Zimną krew zachował plutonowy podchorąży Karol Mikołajewski, który wyprowadził jeźdźców na pobliskie wzgórze, gdzie nie zagrażali im już przeciwnicy. Ocalało jedynie 30 ułanów i 25 koni.

## Zajęcie klasztoru
Wkrótce na miejsce dotarły pozostałe szwadrony. Przy wsparciu artylerii 9 dak Polacy wyparli Niemców z klasztoru i pobliskiej wsi. Rozbito sztab niemieckiej 8 Dywizji Piechoty oraz wzięto do niewoli 100 jeńców, a także uwolniono 40 polskich żołnierzy przetrzymywanych w kościele. Zgodnie z rozkazem gen. Andersa pułk zabezpieczał wywalczone przejście. Postój trwał kilka godzin.

## Zakończenie
Korzystając ze zwycięstwa 25 puł z niemieckiego okrążenia wydostały się: Kresowa BK, 1 pułk szwoleżerów i resztki Wileńskiej BK. Na skutek braku łączności nie dołączyły oddziały odrzucone niemieckim kontratakiem pod Kaczórkami, w tym należący do Nowogródzkiej BK 4 psk oraz Wołyńska BK i brygada płk. Zakrzewskiego.

## Druga bitwa pod Krasnobrodem – 24 IX 1939
Ta bitwa polskich ułanów pod Krasnobrodem, poprzedziła następną, która rozegrała się w tym samym miejscu nazajutrz po pierwszej. W dniach 24 – 25 września 1939 doszło pod Krasnobrodem do walk, w których uczestniczyła 39 DP Leg. gen. dyw. Brunona Olbrychta, wspierana przez II batalion zapasowy 8 pp Leg., dowodzony przez mjr. Jana Lasotę wraz z przybyłymi z Chełma posiłkami 8 pp Leg. prowadzonymi przez mjr. Kiczaka.
Ciężkie walki toczone w dn. 24 – 25 września 1939–, były próbą wyrwania się polskich oddziałów z niemieckiego okrążenia, celem których było przebicie się do granicy z Rumunią. Te plany nie zostały jednak uwieńczone sukcesem. W nieodległej wsi Szopowe doszło do podpisania kapitulacji polskich oddziałów. Miało to miejsce 25 września 1939. Złożenie broni w Tereszpolu odbyło się 27 września. Część z tych wojsk – te, którym udało się uniknąć niemieckiej niewoli, brała jeszcze do 27 września udział w toczącej się II bitwie pod Tomaszowem Lubelskim.

## Upamiętnienie
Walki żołnierza polskiego pod Krasnobrodem zostały upamiętnione na Grobie Nieznanego Żołnierza w Warszawie napisem na jednej z tablic, po 1945– „TOMASZÓW–KRASNOBRÓD 15 – 23 IX 1939".